# Die Einladung (Roman)
Die Einladung ist ein Psychothriller des deutschen Schriftstellers Sebastian Fitzek, der im Jahr 2023 im Droemer-Verlag erschien.

## Handlung
Marla Lindberg, eine Cyber-Analystin beim LKA mit einer traumatischen Vergangenheit, erhält überraschend eine Einladung zu einem Klassentreffen in der abgelegenen Nebelhütte in den Alpen. Der Einladende ist Kilian, ihr ehemaliger Schulfreund und heimlicher Schwarm, mit dem sie seit Jahren keinen Kontakt mehr hatte.
Marlas Kindheit war geprägt durch ihren Vater, der inzestuöse Gefühle für sie entwickelte und sich schließlich vor ihren Augen das Leben nahm, als sie 14 Jahre alt war. Später, als junge Erwachsene, wurde sie in einer verlassenen Geburtsklinik von einer mysteriösen Gestalt („Planen-Mensch“) attackiert, was ihr eine bleibende Gesichtsnarbe einbrachte. Da sie unter Prosopagnosie (Gesichtsblindheit) leidet und die Polizei keine Beweise fand, wurde der Vorfall als psychogene Störung abgetan.
In der Gegenwart macht sich Marla auf den Weg zur Nebelhütte, wo sie sich mit ihrer Schulzeit und den damaligen Mitschülern versöhnen möchte. Bei ihrer Ankunft findet sie die Hütte jedoch seltsam verlassen vor: Das Feuer brennt, es gibt Anzeichen von Benutzung, aber keine Menschen. Bald beginnt sie unerklärliche Geräusche zu hören, darunter ein charakteristisches pfeifendes Husten, das sie aus ihrem Trauma kennt.
Nach und nach wird klar, dass die Einladung Teil eines grausamen Plans ist. Marla und ihre ehemaligen Klassenkameraden – die nach und nach auftauchen – werden in ein tödliches Spiel gezwungen. Eingeschneit und von der Außenwelt abgeschnitten, müssen sie Rätsel lösen und werden psychologisch manipuliert. Die Regeln besagen, dass am Ende nur eine Person überleben darf.
Im Verlauf der Ereignisse muss Marla nicht nur mit ihrer Gesichtsblindheit kämpfen, die ihr die Identifizierung von Personen unmöglich macht, sondern auch entscheiden, wem sie in dieser lebensbedrohlichen Situation noch trauen kann. Die Grenzen zwischen Realität und Wahn beginnen zu verschwimmen, besonders als das pfeifende Husten wieder auftaucht und Erinnerungen an ihren Angreifer wachruft.
Die Handlung gipfelt in einer dramatischen Konfrontation, in der Marla die Wahrheit über die Ereignisse in der Berghütte und die Verbindung zu ihrem vergangenen Trauma aufdecken muss, um zu überleben.

## Hintergrund
In Deutschland sind etwa zwei Prozent der Bevölkerung von Prosopagnosie, an der auch Marla Lindberg leidet, betroffen, können also keine Gesichter erkennen oder unterscheiden. Fitzek nutzt die Gesichtsblindheit als literarisches Mittel, um Fragen nach Identität und Vertrauen zu vertiefen.

## Rezeption
Die Einladung erreichte, wie bereits einige der vorherigen Bücher Fitzeks, den ersten Platz der Spiegel-Jahresbestsellerliste 2023 in der Kategorie Belletristik.
Die Rezensent von Literatur-Lounge bewertet Die Einladung sehr positiv: „Diesmal konnte ich keine Logikfehler beim Lesen entdecken. Er hat mich von der ersten bis letzten Seite abgeholt. Fitzek hat ein Setting erstellt, welches zum einen meine Psyche vollkommen gefordert hat, da ich mich stellenweise selbst erkannt habe, und zum anderen eine Stimmung erzeugt hat, die mich nicht mehr losließ. Es war für mich ein wirklicher Pageturner, bei dem man alles um sich rum vergessen kann, und der mich am Ende nicht ratlos zurücklässt, da ich nicht mehr das Gefühl habe, man hat alles so gebogen bis es passt, sondern dieser Thriller war rund herum stimmig. Gerne wieder mehr davon!“. Der Literaturkritiker Denis Scheck zieht in seinem in seinem Literaturmagazin Druckfrisch hingegen ein wesentlich kritischeres Fazit: „Die Hauptfigur des neuen Thrillers von Sebastian Fitzek leidet an Prosopagnosie, das heißt, ein Gesicht sieht für sie aus wie das andere. Mir geht es mit Fitzeks Gewaltorgien ganz genauso: jede in der Badewanne ertrinkende Frau, jeder sich erst die Augen ausstechende, dann die Kehle durchschneidende Mann, jeder in Plastikplanen eingewickelte Killer sieht für mich aus wie der andere. So hinterließ auch diese Mindfuck-Version von das doppelte Lottchen keinen bleibenden Eindruck in mir.“ Die Internetseite subtext.at kommt am Ende ihrer Rezension zu einem durchwachsenen  Resümee: „Ich empfehle das Buch all jenen, die einen spannenden Fitzek lesen wollen, und okay damit sind, dass manche Dinge in Büchern einfach so sind wie sie sind. Man muss nicht immer alles hinterfragen. Auch wenn nicht jeder meiner Meinung sein wird, finde ich dennoch, dass ‚Die Einladung‘ eine gelungene Unterhaltung bietet. Hier und da muss man vielleicht mal ein Auge zudrücken, dafür bekommt man im Umkehrschluss ein passendes Gegenmittel zu Langeweile.“

## Textausgaben
- Sebastian Fitzek: Die Einladung. Droemer Verlag, München 2023, 384 Seiten, ISBN 978-3-426-51949-3.